# كويك بيزك
كويك بيزك  وتختلف عن كيو بيسك وهي بيئة تطوير متكاملة أو ما يسمى IDE والمترجم الخاص بلغة البرمجة بيسك التي طورتها شركة مايكروسوفت.
تعمل لغة الكويك بيسك بشكل رئيسي على نظام التشغيل دوز وقد علمت بشكل قصير جداً على نظام التشغيل ماك
تعتمد بشكل واسع على قواعد لغة البيسك مع إضافة أنماط معرفة من قبل المستخدمين وتحسن بنية البرمجة مثل رسوميات أفضل ودعم للأقراص ومترجم إضافة لمفسر
سوقت شركة مايكروسوفت الكويك بيسك على أنه اللغة التمهيدية للغتهم لنظام تطوير البيسك للمحترفين.

## تاريخ اللغة
أطلقت شركة مايكروسوفت النسخة الأولى من برنامج كويك بيسك في آب 1985 على قرص مرن ذو حجم 5.25 بوصة، وسعته التخزينية 360 كيلوبايت. تضمنت نسخ كويك بيسك 2.0 فما فوق بيئة تطوير متكاملة (IDE) تسمح للمستخدمين بالتعديل مباشرةً عن طريق محرر النصوص على الشاشة.
استمرت بدعم «أرقام الأسطر» مع أنها أصبحت اختيارية.وكانت تعليمات القفز مثل goto تقبل الوسوم ذات الأسماء labels. وتضمنت النسخ اللاحقة أدوات تحكم جديدة مثل الجمل الشرطية المتعددة وقوالب الحلقة التكرارية.
كان مترجم لغة بيسك الحاسوبي يتضمن ترجمة البرامج إلى برامج دوس تنفيذية. ومع بدايةً بالنسخة 4.0؛ تضمن المحرر مفسراً يسمح للمبرمج بتشغبل البرنامج دون مغادرة المحرر. استخدم هذا المفسر لتصحيح أخطاء البرامج قبل إنشاء البرامج التنفيذية. للأسف، كان هناك مشكلة خفية ما بين المفسر والمترجم الذي جعل من البرامج الضخمة التي تعمل بشكل صحيح على المفسر ربما لا تعمل بعد ترجمتها إلى برامج تنفيذية أو لا تترجم مطلقاً، بسبب اختلافات تعليمات تنظيم الذاكرة.

النسخة الأخيرة من كويك بيسك كانت 4.5 (1988) بالرغم من استمرار تطوير «نظام تطوير لغة بيسك الاحترافية (PDS)» حتى إطلاق النسخة الأخيرة 7.1

في تشرين الأول 1990.

وفي نفس الوقت، اختلفت طريقة تقديم منتجات كويك بيسك، إذ استعملت الأقراص نفس طريقة الضغط المستعملة في Basic PDS 7.x
وأطلق اسم كويك بايزيك الممدد كويك بيسك Extended)QBX) على نسخة Basic PDS 7.x، وكانت تعمل فقط على دوس، بينما بقية إصدارات بيسك PDS 7.x كانت تعمل أيضاً على OS/2. وكانت خليفة كويك بيسكو Basic PDS هي اللغة الأشهر من بين الإصدارات فيجوال بيسك الذي يعمل على إم إس-دوس 1.0 وأُطلق بنسخ معيارية واحترافية. لم تحوِ النسخ اللاحقة من فيجوال بيسك على نسخ دوس كما تفعل مايكروسوفت في تطبيقات الويندوز.
سميت مجموعة من 4.5 كويك بايزك بـ كيو بيسك وألحقت مع إم إس-دوس5 وما بعدها، واستبدلت بذلك GW-Basic الملحق بالنسخ السابقة من إم إس-دوس.
أطلقت النسخة 1.0 للكويك بيسك لنظام تشغيل آبل-ماكنتوش عام 1988. وهو مدعوم رسمياً على الأجهزة التي تعمل بالنظام 6 على الأقل 1MB من الرام

(ذاكرة الوصول العشوائي). يعمل كويك بيسك أيضاً على النظام 7، طالما أن عنونة 32-bit غير مفعلة؛ كان هذا غير ممكناً على أجهزة Motorola 68040 التي تعمل بنظام ماكنتوش.

## أمثلة قواعدية

### برنامج أهلا بالعالم- النسخة القصيرة
```
PRINT
 
"Hello, World"

```

### برنامج أهلا بالعالم- النسخة الموسعة
```
CLS

PRINT
 
"Hello, World"

END

```

### 99 قارورة
```
LET
 
BOTTLES
 
=
 
99
:
 
LET
 
BOTTLES$
 
=
 
"99"
:
 
LET
 
BOTTLE$
 
=
 
" bottles"

FOR
 
A
 
=
 
1
 
TO
 
99

PRINT
 
BOTTLES$
;
 
BOTTLE$
;
 
" on the wall, "
;
 
BOTTLES$
;
 
BOTTLE$
;
 
" ."

LET
 
BOTTLES
 
=
 
BOTTLES
 
-
 
1

IF
 
BOTTLES
>
 
0
 
THEN
 
LET
 
BOTTLES$
 
=
 
LTRIM$
(
STR$
(
BOTTLES
))
:
 
LET
 
PRONOUN$
 
=
 
"one"

IF
 
BOTTLES
 
=
 
0
 
THEN
 
LET
 
BOTTLES$
 
=
 
"no more"
:
 
LET
 
PRONOUN$
 
=
 
"it"

IF
 
BOTTLES
 
<>
 
1
 
THEN
 
LET
 
BOTTLE$
 
=
 
" bottles"

IF
 
BOTTLES
 
=
 
1
 
THEN
 
LET
 
BOTTLE$
 
=
 
" bottle"

PRINT
 
"Take "
;
 
PRONOUN$
;
 
" down and pass it around, "
;
 
BOTTLES$
;
 
BOTTLE$
;
 
" on the wall."

PRINT
:
 
NEXT
 
A

PRINT
 
"No more bottles on the wall, no more bottles ."

PRINT
 
"Go to the store and buy some more, 99 bottles on the wall."

```

## مقارنة Quick Basic و QBasic
بالمقارنة مع QuickBasic، نجد أن QBasic محدودة فهي تحوي مفسر فقط، وينقصها بعض الوظائف، وتستطيع فقط أن تدير البرامج ذات الحجم المحدود، وينقصها الدعم لتراكيب البرامج المنفصلة. ولأنها تفتقد لمترجم compiler، لايمكن استعمالها لإنتاج البرامج التنفيذية، بالرغم من أن الشيفرة المصدرية للبرنامج يمكنها أن تستجيب لـ QuickBasic 4.5 أو PDS 7.x أو VBDOS 1.0، إذا توفر.

## استخداماتها الحالية
تواصل كويك بايزك استخدامها في بعض المدارس، وكجزء من مقدمة في البرمجة، على الرغم من أنها يحل محلها لغات أخرى أكثر شعبية. كما أن لديها مجتمع غير رسمي من المبرمجين الذين يستخدمون هواية الترجمة لكتابة لعبة فيديو وواجهة مستخدم رسومية والمرافقات

وكرس المجتمع العديد من المواقع على شبكة الإنترنت، لوحات الرسائل والمجلات على الإنترنت إلى اللغة
.
اليوم، غالباً ما يستخدمها مبرمجين دوس للمحاكاة، مثل دوس بوكس، لتشغيل كويك بايزك على لينكس وعلى أجهزة الحاسوب الشخصية الحديثة التي لم تعد تعتمد المترجمات.

منذ 2008، أعادت مجموعة من روتينات حزمة بروتوكولات الإنترنت لكويك بايزك 4.x و 7.1 تنشيط بعض الاهتمام في البرمجيات إذ أصبح مجتمع هاوو محبي الحاوسيب القديمة قادراً على كتابة برمجيات لأجهزة الكمبيوتر القديمة التي تعمل على دوس، والتي عن طريقها اُستطيع الوصول إلى أجهزة الحاسوب الأخرى عبر شبكة محلية أو الإنترنت. هذا ما سمح لأنظمة قديمة مثل لإنتل 8088 لعمل وظائف جديدة، مثل القيام بدور خادم ويب أو باستخدام آي آر سي
.
لاتزال كويك بايزك 4.5 متاحة للتنزيل لمشتركي ام أس دي أن

## النسخ اللاحقة وخلفاؤها
كانت فيجوال بيسك الخليف الأشهر للغة البيزيك.
وظهرت مترجمات أخرى مثل: باور بيسك وفري بيسك، ولكنها كانت على درجات متفاوتة من التوافق.
وظهر المترجم المتعدد QB64 لغة البيسك متعدد المنصات الذي طُوِرَ ليكون متوافقاً 100% .